# Российский национальный музей музыки
Федеральное государственное бюджетное учреждение культуры «Российский национальный музей музыки» (Музей музыки), музейное объединение, включающее в себя филиалы по всей Москве. Главное здание расположено на улице Фадеева, д. 4. В начале 1995 года указом Президента Российской Федерации музей был включён в Государственный свод особо ценных объектов культурного наследия народов Российской Федерации.

## История создания музея
Основы музея заложила Московская консерватория, где постепенно в течение многих лет накапливались рукописи, нотные записи, партитуры, личные вещи музыкантов, их музыкальные инструменты, фотографии из музыкальных спектаклей.
Экспозиция Музея при Московской консерватории открылась в 1912 году, а музей носил имя Николая Рубинштейна — российского музыканта, основателя Московской консерватории и первого её директора.
Тогда экспонировались три итальянские скрипки — Николо Амати, Антонио Страдивари и Санто Серафино, также коллекция инструментов народов Средней Азии и Казахстана А. Ф. Эйхгорна (составителя книги «Полная коллекция музыкальных инструментов народов Центральной Азии») и рояль особой конструкции, принадлежавший князю Владимиру Одоевскому. Его вдова пожертвовала музею обширную библиотеку князя, архив с записями народных песен, материалы по древнерусским песнопениям, теории музыки, коллекцию музыкальных инструментов, среди которых сделанный по заказу князя нетемперированный рояль. В конце 1880-х годов у Эйхгорна, служившего в 1870—1883 годах капельмейстером русских военных оркестров в Ташкенте, были приобретены музыкальные инструменты народов Средней Азии и Казахстана.
Со временем фонды музея значительно увеличились. В годы Великой Отечественной войны музей получил статус Государственного центрального музея музыкальной культуры, стал Всесоюзным и перестал носить имя пианиста Николая Рубинштейна. Ещё через несколько лет, в 1954 году, в связи со 150-летием со дня рождения Михаила Глинки музею было присвоено его имя.
В 1964 году Музей музыкальной культуры разместился в «Троекуровых палатах» (Георгиевский переулок, 4), где просуществовал до 1980-го, когда было закончено строительство нового музейного здания с концертным залом, где установили орган немецкой фирмы «Schuke» (Потсдам). С 1985 года в музее стали открываться постоянные экспозиции. В 2011 году музей получил новое название: Всероссийское музейное объединение музыкальной культуры имени М. И. Глинки, а в 2018 году вновь переименован — в Российский национальный музей музыки.
В течение длительного времени, c 1938 по 1984 год, директором музея была певица и музыковед Екатерина Алексеева. С 2008-го по настоящее время должность директора музея занимает Михаил Аркадьевич Брызгалов. С 2009 года он также является президентом Ассоциации музыкальных музеев и коллекций.

## Формирование коллекции
Коллекция музыкальных инструментов складывалась из ряда более мелких собраний. Ведущим направлением в первое десятилетие стало этнографическое. В этом проявилось влияние и продолжение традиций коллекционирования, развивавшегося на основе научных экспедиций в разные страны мира. Прежде всего речь о коллекции Эйхгорна. Также этнографическую ценность имеют инструменты, поступившие из Московской консерватории и Всесоюзного Дома народного творчества. В дальнейшем, в условиях многонациональной культуры СССР, каждое десятилетие музей пополнялся традиционными инструментами народов России и союзных республик — из Московской филармонии, музеев Кремля, Музея культуры народов Востока, Музея имени Андрея Рублева и других.
Одним из приоритетных направлений комплектования в Музее музыки как музея широкого общемузыкального профиля стало приобретение мемориальных инструментов, таких как гитары «цыганки Тани», Андремя Сихры, Ивана Ром-Лебедева, Федора Шаляпина, фисгармонии Сергея Рахманинова и Сергея Танеева, рояли Николая Метнера, Сергея Прокофьева, скрипка работы Страдивари, принадлежавшая Давиду Ойстраху и других.
В фонды поступали памятные, дарственные музыкальные инструменты, в том числе обширное собрание даров Иосифу Сталину, Союзу композиторов, коллекция серебряных труб — боевых наград русской армии, дары по случаю культурных контактов музея с официальными представителями зарубежных стран.
Большинство экспонатов отбирались по одной из наиболее ранних принципов коллекционирования — художественно-эстетическому. К этому направлению относятся два спинета XVI века, цистры и гитары французской работы XVIII века, пианино и рояль фирмы «Лихтенталь» (Санкт-Петербург, 1830—1870-е годы), корпус которых украшен художественной инкрустацией ценными породами дерева, вертикальное фортепиано типа «жираф» (Вена, первая треть XIX века), украшенный росписью рояль фирмы «С. Эрар» (Париж, вторая половина XIX века), хрустальные флейты мастера К. Лорана (Париж, 1810—1820-е годы), неаполитанские мандолины, пошетты, виолы и итальянские скрипки XVI—XVIII веков.
В 1970-е добавилось ещё одно направление коллекционирования — приобретение копий исторических инструментов, оригиналы которых купить проблематично. Среди них эоловы арфы, копии лютни и корнета XVI века, а также гудков и гуслей XI—XIV веков, найденных при археологических раскопках.

## Современные фонды
Коллекция музыкальных инструментов с XIII века до наших дней насчитывает около 3000 единиц хранения. Она формируется с 1880-х годов. В ней представлены музыкальные инструменты народов России и сопредельных государств, а также Западной Европы,Африки, Азии, Америки, Австралии.
По состоянию на 2017 год музей обладает крупнейшим в мире фондом музыкальной культуры, насчитывающим около одного миллиона единиц хранения, охватывающие все составляющие понятия «музыкальная культура»: это и авторские рукописи, и архивы музыкантов разного времени, и автографы, и фотографии музыкальных деятелей — как портретные, так и сцены из спектаклей, — и музыкальные инструменты различных эпох, и аудио- и видеозаписи музыкальных произведений всех видов и жанров, от классических до народных и современных ритмических — в разделе фотодокументов насчитывается около 89 тыс. единиц хранения. Здесь же хранятся первые российские грампластинки (около 60 тыс. единиц хранения), выпущенные компаниями «Граммофон», «Зонофон», «Пате», «Метрополь», и издания советского периода (фирмы «Мелодия») и ведущих зарубежных фирм.
В дар музею передавали рукописи своих произведений многие композиторы, среди них Сергей Рахманинов, Александр Глазунов, Александр Гречанинов, Дмитрий Шостакович и другие.
В музее существует научно-исследовательский отдел с названием «Мы ищем…», который занимается поиском пропавших рукописей, партитур и всего, имеющего отношение к музыке.
В 2010 году к экспонатам музея добавилась Госколлекция уникальных музыкальных инструментов. Среди подлинников, инструменты Амати, Страдивари и Андреа Гварнери.
- Фортепиано «Орфика» XVII века
- Энгармонический клавицин князя Одоевского
- Скрипка XVIII века

## Музейная деятельность

### Реставрационная
Большое внимание в музее уделяется реставрации. Сохранен и отреставрирован самый большой «экспонат» РНММ — Дом-музей Ф. И. Шаляпина. В основе музея, существующего с 1988 года, огромный архив певца. Особыми достижениями в области реставрации также являются возрождение полуразрушенного старейшего в России органа работы Фридриха Ладегаста (1818—1905) и отреставрированный клавесин работы мастера Бурката Шуди (1702—1773). Также музей восстановил старинную рукописную копию теоретического трактата XVII века «Мусикийская грамматики» Николая Дилецкого.

### Научная
Научные сотрудники ведут более 20 абонементных циклов концертов, лекций-концертов, образовательных лекций для посетителей самых разных возрастов и уровней музыкальных знаний. Отдельно существует программа для музыкального развития детей: циклы лекций с музыкальными вставками, демонстрация музыкальных инструментов, рассказ об их возникновении и истории. Разрабатывается цикл концертных программ под общим названием «Для всей семьи».

### Просветительская
В музее регулярно организовываются прослушивания записей фонотеки, проводятся музыкальные концерты, проходят выставки, экспозиции, читаются лекции, с 2007 года существует Московский оперный клуб, который поначалу открылся в ноябре 1989 года в Музее кино, затем переместился в Театральный музей им А. А. Бахрушина, а с 2007 года обосновался в Российском Национальном Музее Музыки. Программы Оперного клуба посвящены определённой теме: биографии композитора или певца, музыкальному направлению или оперной школе. В рамках Оперного клуба также проходят семинары с участием зарубежных исполнителей, музыкантов и музыковедов.

### Концертная
В рамках Международного конкурса имени Чайковского в музее раз в четыре года проходят Международные конкурсы скрипичных мастеров.
Игра на музейных музыкальных инструментах является визитной карточкой музея. На протяжении многих лет подлинники инструментов звучат на концертах, лекциях и экскурсиях. В экскурсиях также демонстрируется звучание, например, внеевропейских ударных инструментов. До середины 1980-х годов концертная деятельность была неотъемлемой частью музея. Концерты часто исполнялись на мемориальных фортепиано, так как других не было. В течение последних 30 лет в музее произошли кардинальные изменения. Появилось большое число чисто концертных инструментов: рояли «Стейнвейн и сыновья», орган фирмы «Шуке-Потсдам», электроорган фирмы «Ямаха», клавесин фирмы «Аммер» и клавесин мастера Ю. Аммера (копия Паскаля Таскена XVIII века), немецкая шарманка с перфолентой и электронной программой фирмы «Делейка». Это освободило фонды от постоянной игры на оригиналах.
Музей имеет студию звукозаписи, оснащенную современной аппаратурой и использующуюся музыкантами различных направлений. Например, музеем были выпущены компакт-диски со звучанием клавесина работы Б. Шуди и органа мастера Ф. Ладегаста.
За последние несколько лет сотрудники музея выпустили два каталога музыкальных инструментов: «Струнные щипковые инструменты из фондов ВМОМК имени М. И. Глинки. Гитары, цистры, мандолины, банджо, цитры, арфы» (2013) и «Струнные смычковые инструменты и смычки профессиональной европейской традиции (семейство виол и скрипок) из фондов РНММ» (2016).

### Книга-альбом
В 2017 году рабочая группа Всемирного общества по изучению, сохранению и популяризации культурного наследия Узбекистана при участии председателя попечительского совета Бахтиера Фазылова, председателя научного совета Эдварда Ртвеладзе, а также председателя правления Всемирного общества и руководителя проекта «Культурное наследие Узбекистана» Фирдавса Абдухаликова договорилась с руководствами российских музеев о подготовке и публикации книги-альбома из серии «Культурное наследие Узбекистана в собраниях мира» «Музыкальное наследие Узбекистана в собраниях Российской Федерации», в том числе и с Всероссийским музейным объединением музыкальной культуры имени М. И. Глинки. В основу книги легло описание коллекции музыкальных инструментов из собрания музыканта и этнографа А. Ф. Эйхгорна, уникальные (экспериментальные) инструменты из коллекции, созданной узбекским мастером Уста Усманом Зуфаровым, среди них дутары, танбуры, гиджаки, «банджо» (рубабы), а также так называемая Хорезмская нотация из коллекции В. М. Беляева, приобретенная им у потомков придворного музыканта эмиров Бухарских, знатока шашмакома Аты Гияса Абдугани. Авторами сопроводительных статей стали Фирдавс Абдухаликов и узбекский музыковед Джумаев А., который вместе с коллегами посвятил изучению архивов Музея около двух месяцев. Презентация книги-альбома состоялась на I Международном научно-культурном конгрессе «Культурное наследие Узбекистана — путь к диалогу между народами и странами», который прошел в Ташкенте и Самарканде в мае 2017 г. Ещё одна презентация тома состоялась в Санкт-Петербурге на следующем Конгрессе в июне 2018 года.

## Филиалы музея
Музей представляет собой комплекс из основного помещения и нескольких филиалов, выполняющих функции хранилищ ценных экспонатов и научно-исследовательского и просветительского учреждения по музыкальной культуре.
- Музей-квартира Александра Гольденвейзера (Тверская улица д. 17, кв. 110), самый первый филиал музея, существует с 1959 года[12].
- Музей-квартира Николая Голованова (Брюсов переулок д. 7, кв. 10), открылся в 1974 году[13].
- Дом-музей Ф. И. Шаляпина (Новинский бульвар, д. 25-27), открылся 23 сентября 1988 года[14].
- Музей С. С. Прокофьева (Камергерский переулок, 6/5), существует c 2008 года[15][16].
- Музей «Петр Чайковский и Москва» (Кудринская площадь д. 46/54), открылся 18 мая 2007 года[17].
- Дом-музей Сергея Танеева (Малый Власьевский переулок д. 2/18 стр. 3), в стадии создания[18].

## Награды
- Благодарность Президента Российской Федерации (27 октября 2012 года) — за большой вклад в развитие, сохранение и популяризацию музыкальной культуры[19].